# Чемпіонат світу з дзюдо 2015
Чемпіонат світу з дзюдо 2015  проходить в Астані, Казахстан з 24 по 30 серпня 2015 року.

## Розклад[1]
| Дата      | Змагання         |
| --------- | ---------------- |
| 24 серпня | Чоловіки − 60 кг |
| 24 серпня | Жінки −48 кг     |
| 25 серпня | Чоловіки −66 кг  |
| 25 серпня | Жінки −52 кг     |
| 26 серпня | Чоловіки −73 кг  |
| 26 серпня | Жінки −57 кг     |
| 27 серпня | Чоловіки −81 кг  |
| 27 серпня | Жінки −63 кг     |
| 28 серпня | Чоловіки −90 кг  |
| 28 серпня | Жінки −70 кг     |
| 28 серпня | Жінки −78 кг     |
| 29 серпня | Чоловіки −100 кг |
| 29 серпня | Чоловіки +100 кг |
| 29 серпня | Жінки +78 кг     |
| 30 серпня | Чоловіча команда |
| 30 серпня | Жіноча команда   |

## Медальний залік
*   Господарі змагань
| Місце   | Країна         | Золото | Срібло | Бронза | Загалом |
| ------- | -------------- | ------ | ------ | ------ | ------- |
| 1       | Японія         | 8      | 4      | 5      | 17      |
| 2       | Франція        | 2      | 2      | 2      | 6       |
| 3       | Південна Корея | 2      | 1      | 3      | 6       |
| 4       | Казахстан*     | 1      | 1      | 0      | 2       |
| 4       | Словенія       | 1      | 1      | 0      | 2       |
| 6       | Аргентина      | 1      | 0      | 0      | 1       |
| 6       | КНР            | 1      | 0      | 0      | 1       |
| 8       | Росія          | 0      | 2      | 1      | 3       |
| 9       | Румунія        | 0      | 2      | 0      | 2       |
| 10      | Німеччина      | 0      | 1      | 3      | 4       |
| 11      | Польща         | 0      | 1      | 0      | 1       |
| 11      | Іспанія        | 0      | 1      | 0      | 1       |
| 13      | Монголія       | 0      | 0      | 4      | 4       |
| 14      | Грузія         | 0      | 0      | 3      | 3       |
| 15      | Бразилія       | 0      | 0      | 2      | 2       |
| 16      | Бельгія        | 0      | 0      | 1      | 1       |
| 16      | Білорусь       | 0      | 0      | 1      | 1       |
| 16      | Канада         | 0      | 0      | 1      | 1       |
| 16      | Колумбія       | 0      | 0      | 1      | 1       |
| 16      | Куба           | 0      | 0      | 1      | 1       |
| 16      | Ізраїль        | 0      | 0      | 1      | 1       |
| 16      | Нідерланди     | 0      | 0      | 1      | 1       |
| 16      | Україна        | 0      | 0      | 1      | 1       |
| 16      | Узбекистан     | 0      | 0      | 1      | 1       |
| Загалом | Загалом        | 16     | 16     | 32     | 64      |

## Змагання

### Чоловіки
| Змагання     | Золото                  | Срібло                     | Бронза                         |
| ------------ | ----------------------- | -------------------------- | ------------------------------ |
| До 60 кг     | Єлдос Сметов Казахстан  | Рустам Ібраєв Казахстан    | Тору Шішіме Японія             |
| До 60 кг     | Єлдос Сметов Казахстан  | Рустам Ібраєв Казахстан    | Кім Вон Чін Південна Корея     |
| До 66 кг     | Ан Ба Ул Південна Корея | Міхаіл Пуляєв Росія        | Голан Поллак Ізраїль           |
| До 66 кг     | Ан Ба Ул Південна Корея | Міхаіл Пуляєв Росія        | Рішод Собіров Узбекистан       |
| До 73 кг     | Сьохей Оно Японія       | Накая Рікі Японія          | Сайнжаргалин Ням-Очир Монголія |
| До 73 кг     | Сьохей Оно Японія       | Накая Рікі Японія          | Ан Чан-рін Південна Корея      |
| До 81 кг     | Таканорі Нагасе Японія  | Лоїк П'єтрі Франція        | Антуан Валуа-Фортьє Канада     |
| До 81 кг     | Таканорі Нагасе Японія  | Лоїк П'єтрі Франція        | Віктор Пеналбер Бразилія       |
| До 90 кг     | Гвак Донг-хан Корея     | Кіріл Денісов Росія        | Варлам Ліпартеліані Грузія     |
| До 90 кг     | Гвак Донг-хан Корея     | Кіріл Денісов Росія        | Машу Бакер Японія              |
| До 100 кг    | Рюносуке Хага Японія    | Карл Річард-Фрей Німеччина | Тома Нікіфоров Бельгія         |
| До 100 кг    | Рюносуке Хага Японія    | Карл Річард-Фрей Німеччина | Дімітрі Петерс Німеччина       |
| Понад 100 кг | Тедді Рінер Франція     | Руй Шічінохе Японія        | Адам Окруашілі Грузія          |
| Понад 100 кг | Тедді Рінер Франція     | Руй Шічінохе Японія        | Яків Хаммо Україна             |
| Команда      | Японія                  | Південна Корея             | Грузія                         |
| Команда      | Японія                  | Південна Корея             | Монголія                       |

### Жінки
| Змагання    | Золото                 | Срібло                    | Бронза                              |
| ----------- | ---------------------- | ------------------------- | ----------------------------------- |
| До 48 кг    | Паула Парето Аргентина | Харуна Асамі Японія       | Чон Бо Кьон Південна Корея          |
| До 48 кг    | Паула Парето Аргентина | Харуна Асамі Японія       | Амі Кондо Японія                    |
| До 52 кг    | Накамура Місато Японія | Андреа Кіцу Румунія       | Еріка Міранда Бразилія              |
| До 52 кг    | Накамура Місато Японія | Андреа Кіцу Румунія       | Дарія Скрипник Білорусь             |
| До 57 кг    | Мацумото Каорі Японія  | Коріна Кепріоріу Румунія  | Отон Пав'я Франція                  |
| До 57 кг    | Мацумото Каорі Японія  | Коріна Кепріоріу Румунія  | Доржсуренгійн Сум'яа Монголія       |
| До 63 кг    | Тіна Трстеняк Словенія | Кларісс Агбеньєну Франція | Тседевсюренгіїн Монкхзаяйя Монголія |
| До 63 кг    | Тіна Трстеняк Словенія | Кларісс Агбеньєну Франція | Міку Тасіро Японія                  |
| До 70 кг    | Жевріз Еман Франція    | Марія Барнабеу Іспанія    | Фанні Посвіте Франція               |
| До 70 кг    | Жевріз Еман Франція    | Марія Барнабеу Іспанія    | Юрі Альвеар Колумбія                |
| До 78 кг    | Мамі Умакі Японія      | Анамарі Веленшек Словенія | Луїзе Майзахн Німеччина             |
| До 78 кг    | Мамі Умакі Японія      | Анамарі Веленшек Словенія | Мархінде Веркерк Нідерланди         |
| Понад 78 кг | Юй Сун Китай           | Мегумі Ташімото Японія    | Канае Ямабе Японія                  |
| Понад 78 кг | Юй Сун Китай           | Мегумі Ташімото Японія    | Ідаліс Ортіс Куба                   |
| Команда     | Японія                 | Польща                    | Німеччина                           |
| Команда     | Японія                 | Польща                    | Росія                               |